# Serghei Botnaraș
Serghei Botnaraș (n. 27 februarie 1964, Chișinău) este un fost fotbalist care juca pe postul de portar și actual antrenor de fotbal din Republica Moldova. În prezent este antrenor secund la echipa națională de fotbal a Republicii Moldova.
Înainte de a deveni antrenor secund la națională, Botnaraș a fost antrenor de portari la naționala de tineret (U-21).
A mai antrenat clubul CF Găgăuzia, FC Costuleni (februarie 2011 – august 2011) și a fost antrenor interimar la Dacia Chișinău.
Deține Licență A UEFA de antrenor.
Ca jucător a evoluat cu Zimbru Chișinău în Divizia Națională și a mai trecut pe la Tiligul-Tiras Tiraspol, Zarea Bălți și SK Odesa. A jucat într-un meci amical la echipa națională de fotbal a Republicii Moldova, în 1992, contra naționalei din Congo, câștigat 3-1.